# Bilten

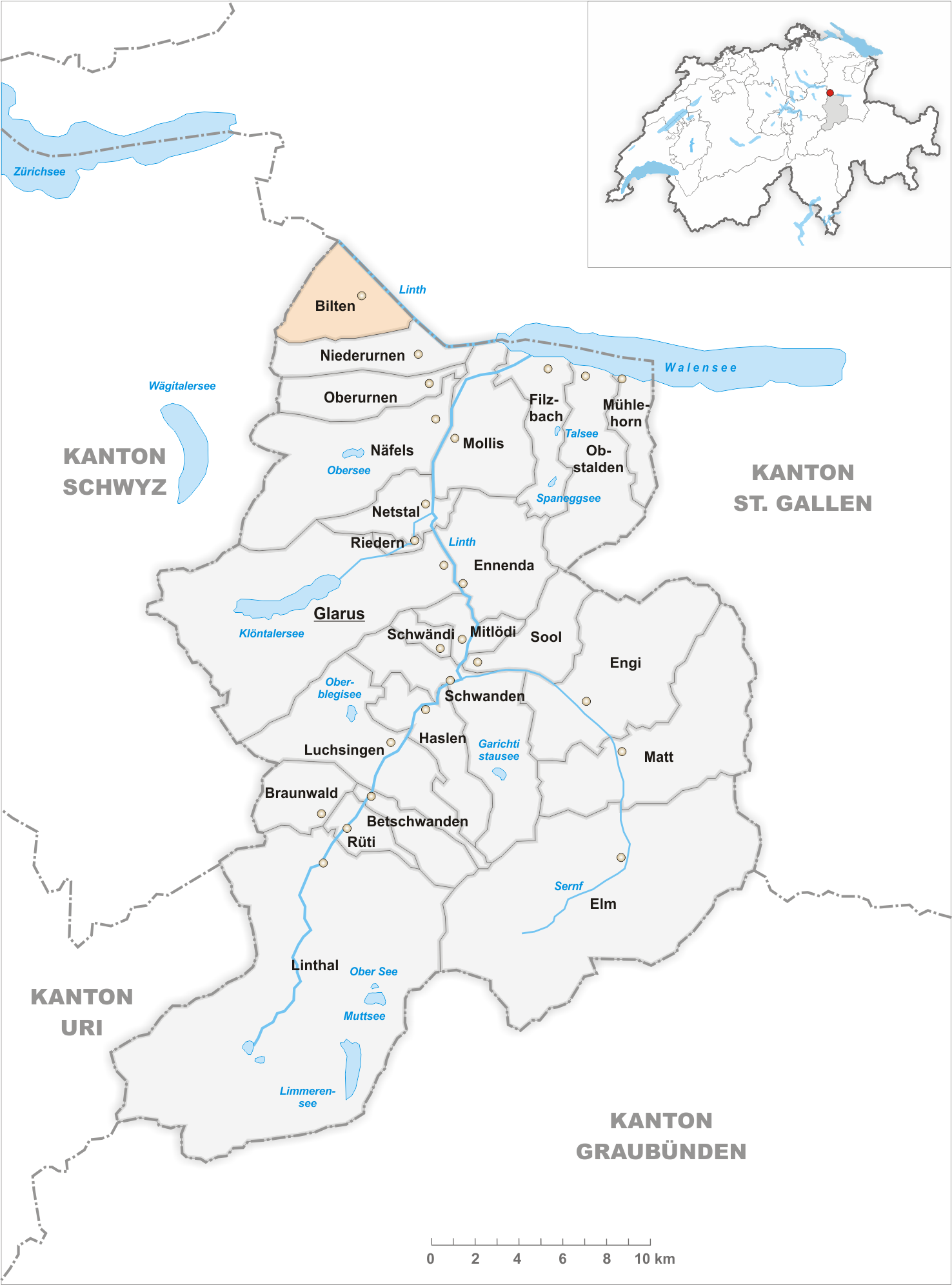
Gemeindestand vor der Fusion am 1. Januar 2011

Bilten (in einheimischer Mundart: [ˈb̥ɪlːtə]) ist eine ehemalige politische Gemeinde des Kantons Glarus in der Schweiz.
Das Dorf wurde im Rahmen der Glarner Gemeindereform auf den 1. Januar 2011 mit den Gemeinden Filzbach, Mollis, Mühlehorn, Näfels, Niederurnen, Oberurnen und Obstalden zur neuen Gemeinde Glarus Nord zusammengelegt.

## Geographie
Bilten liegt am Fusse des Planggenstocks, südlich des Linthkanals zwischen Walensee und Zürichsee, etwa 50 km südöstlich von Zürich. Zum Gemeindegebiet gehörte fast der ganze nördliche Abhang von Planggenstock und Hirzli mit der Alp Nidern, die im Sommer bewirtschaftet wird. Sie ist durch die Ussberg-Nidernstrasse direkt mit Reichenburg verbunden. Ebenfalls ist Bilten der nördlichste Ort im Kanton Glarus.
Der Biltner Dorfbach grenzt die Dorfteile Rufi und Unterbilten ab. Bis 1887 trat er mehrfach über seine Ufer und wurde daher weitgehend kanalisiert. Zwischen der Grabenstrasse und der Eisenbahnlinie fliesst er in ein Auffangbecken, den sogenannten Kiessammler. Dann fliesst er gemächlich in einem künstlichen Bett in den Linthkanal.
Bilten ist sozusagen ein Strassendorf und besteht aus den Teilen Oberbilten, Rufi und Unterbilten. Nordöstlich des Dorfkerns resp. beidseits der Eisenbahnlinie befindet sich die Industriezone.
Im Nordwesten, an der Grenze zum Kanton Schwyz, liegt die Streusiedlung Ussbühl (früher Uspo). Nordöstlich des Ussbühls befinden sich eine Kläranlage und der Torfstichsee. Dort wurde in der Zeit des Zweiten Weltkrieges Torf gestochen, so dass Grundwasser zum Vorschein kam.

## Wirtschaft und Verkehr
Bilten wird seit 1875 von der Eisenbahn-Hauptachse Zürich-Chur/-Buchs SG und seit 1974 von der Autobahn A3 (Schweiz) tangiert. Neben den Hauptstrassen nach Niederurnen und Reichenburg gibt es auch eine direkte Strassenverbindung in die sanktgallische Gemeinde Schänis. Das ergibt eine hervorragende Verkehrslage, der das Dorf seinen Namen als Industriestandort verdankt. Der wichtigste Arbeitgeber war seit den 1950er Jahren die Gebr. Kunz Fleisch- und Wurstproduktions AG, die 1995 in Konkurs ging. Ein Tochterunternehmen war die Tiefkühlhaus AG, für die eine Nachfolgefirma besteht. Das ehemalige Fabrikgebäude gehört der Hof Oberkirch AG in Kaltbrunn. Die wohl bedeutendste Mieterin ist die Koku, eine Firma, die mit Konkurswaren handelt.
Heute wird Bilten und der Ussbühl vom Glarner Bus bedient. Konzessionärin sind die SBB, die den Transportauftrag an den Busbetrieb Emil Niederer in Obstalden vergeben. Niederer hatte sich als Postautohalter einen Namen gemacht und wird von Schulgemeinden mit Schülertransporten betraut.
Aufgrund der niedrigen Einsteigerzahl der Linie S2 und S27 der S-Bahn Zürich wird Bilten nur noch teilweise angefahren. Seitdem verbindet die Buslinie 524 Bilten mit Ziegelbrücke und Pfäffikon SZ im Stundentakt.
Seit 2002 ist Bilten der Hauptstandort des PET-Flaschenherstellers Resilux. Weitere bedeutende Arbeitgeber sind die Wannerit AG sowie die Bauunternehmungen Feldmann und Toneatti. Die letztgenannte Firma wurde von This Jenny geleitet.
Das Unternehmen Läderach, das Pralinen und Konfekte herstellt, hat seit 2012 in Bilten seinen Produktionsstandort.

## Geschichte
Die erste urkundliche Erwähnung der Ortschaft als Billitun ist in der Schenkungsurkunde des Grafen Arnold von Lenzburg an das Kloster Schänis aus der Zeit um Mitte des 11. Jahrhunderts zu finden. Der Ortsname geht wahrscheinlich auf eine Zusammensetzung mit dem keltischen Grundwort -dūnon ‚befestigte Siedlung‘ zurück. Als mögliches Vorderglied werden kelt. bilio- ‚Baum‘, idg. bil- ‚Sumpf‘ oder ein Personennamenstamm bili- genannt.
Bilten wurde um das Jahr 1405 zu Glarus geschlagen und kaufte sich im Jahr 1412 vom Schäniser Kloster los. Die erste Kapelle wurde 1345 in Ussbühl gebaut. Nach der Reformation waren die Biltener bis zur Errichtung der Kirche im Jahre 1607 in Niederurnen kirchgenössig. Ins Jahr 1762 fällt die Gründung der Schulgemeinde mit der Einführung einer Schulsteuer.
Bis ins 19. Jahrhundert war in Bilten ein Wirtschaftsstandort des heutigen Ausmasses nicht denkbar. Die Produktionsstätten waren von der Wasserkraft stark abhängig, und die Linth, die sich immer wieder in neue Arme verzweigte, konnte diese Kraft nicht bieten.
Die Schliessung der Gebr. Kunz AG löste grosse Betroffenheit aus, und im Jahr 2002 wurden Steuereinbussen in sechsstelliger Gesamtsumme verzeichnet. Eine gemeinderätliche Wirtschaftskommission wurde gebildet, um neue Geschäfte in Bilten anzusiedeln. Auch dieses Gremium konnte die finanziellen Einbussen jedoch nicht wettmachen.
Die Ortsgemeinde Bilten ist auf den 1. Januar 2011 in der neuen Gemeinde Glarus Nord aufgegangen.

## Sehenswürdigkeiten
Die Wahrzeichen Biltens sind:

Bilten, historisches Luftbild von 1925, aufgenommen aus 400 Metern Höhe von Walter Mittelholzer

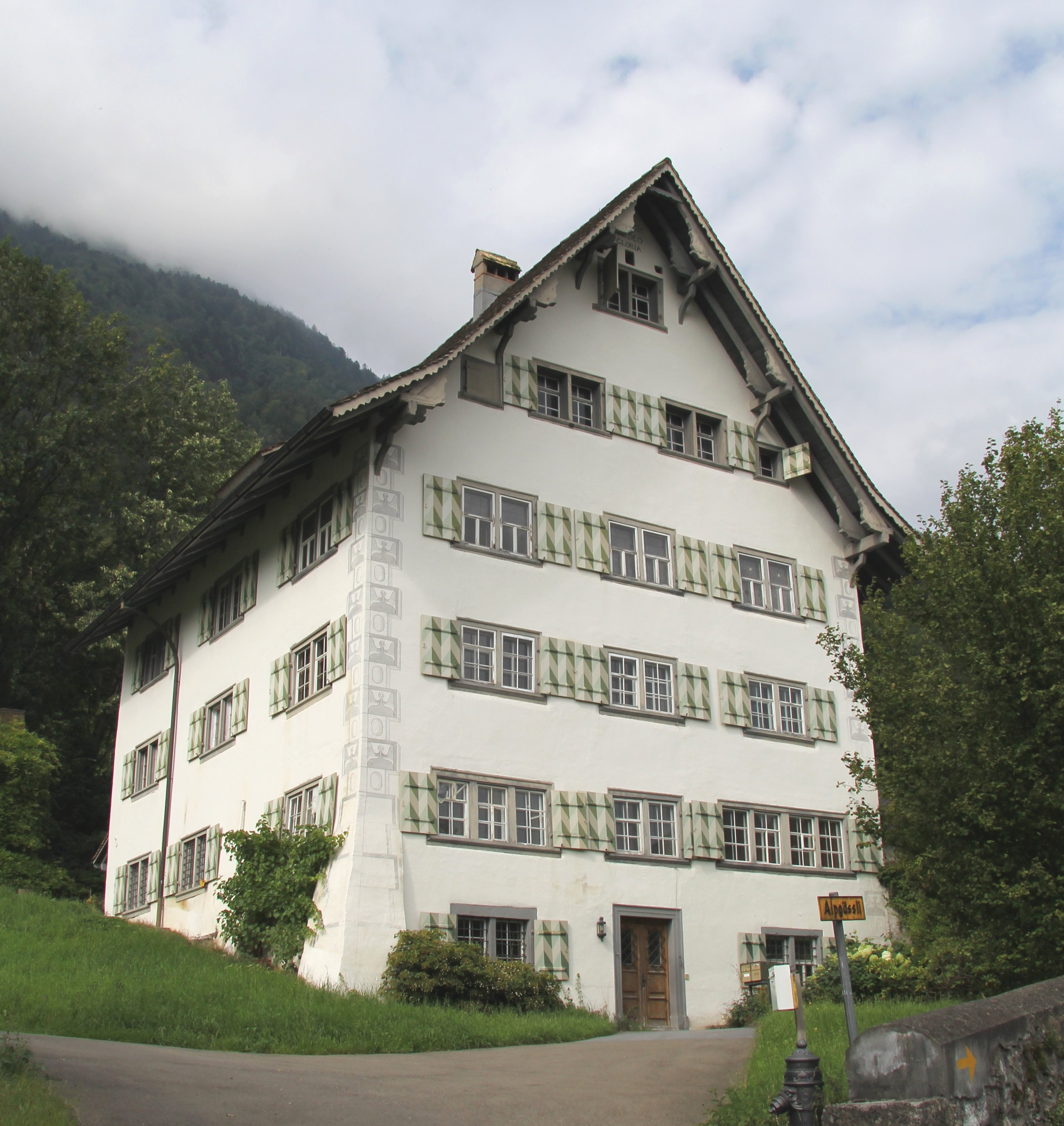
Das Miltsche Ritterhaus in Bilten

- das Miltsche Ritterhaus, datiert auf 1638, 1724 um ein Stockwerk erweitert, in welchem sich der namengebende Rittersaal befindet. 1977 zog dort Ulla Engeberg Killias ein und wurde mit der Restauration dieses unter Denkmalschutz stehenden Bauwerks beauftragt.
- das Elsenerhaus. Es wurde 1608 erbaut und dessen Giebelstube 1618 von Heinrich Elsener, genannt Milt, im Renaissancestil ausgestattet. 1853–1944 war dort eine Knabenerziehungsanstalt untergebracht.

Diese Häuser stehen nebeneinander an der Elsenerstrasse, der ältesten Hauptstrasse im Kanton Glarus. Beide Häuser werden durch die Besitzer oder Mieter bewohnt.

## Energieversorgung
Die Elektrizität wird durch das Mittel- und das Niederspannungsnetz der Elektrizitätsversorgung Bilten (EVB) verteilt. Diese bezieht den Strom von der Axpo AG, einem Grossverteiler. Die Haupttransformatorenstation befindet sich an der Sägestrasse. Die Freileitungen wurden in den 1980er- und 1990er-Jahren weitgehend unter den Boden verlegt.

## Politik
Bei den Landratswahlen 2006 erhielten die SVP 494, die CVP 385 und die FDP 229 Parteistimmen. Es sind keine anderen Parteien zur Wahl angetreten.

## Bevölkerung
In der zweiten Hälfte des 20. Jahrhunderts wandelte sich die Gemeinde vom Bauerndorf zu einem Industrieort. Während dieser relativ kurzen Zeit verdreifachte sich ihre Bevölkerungszahl.

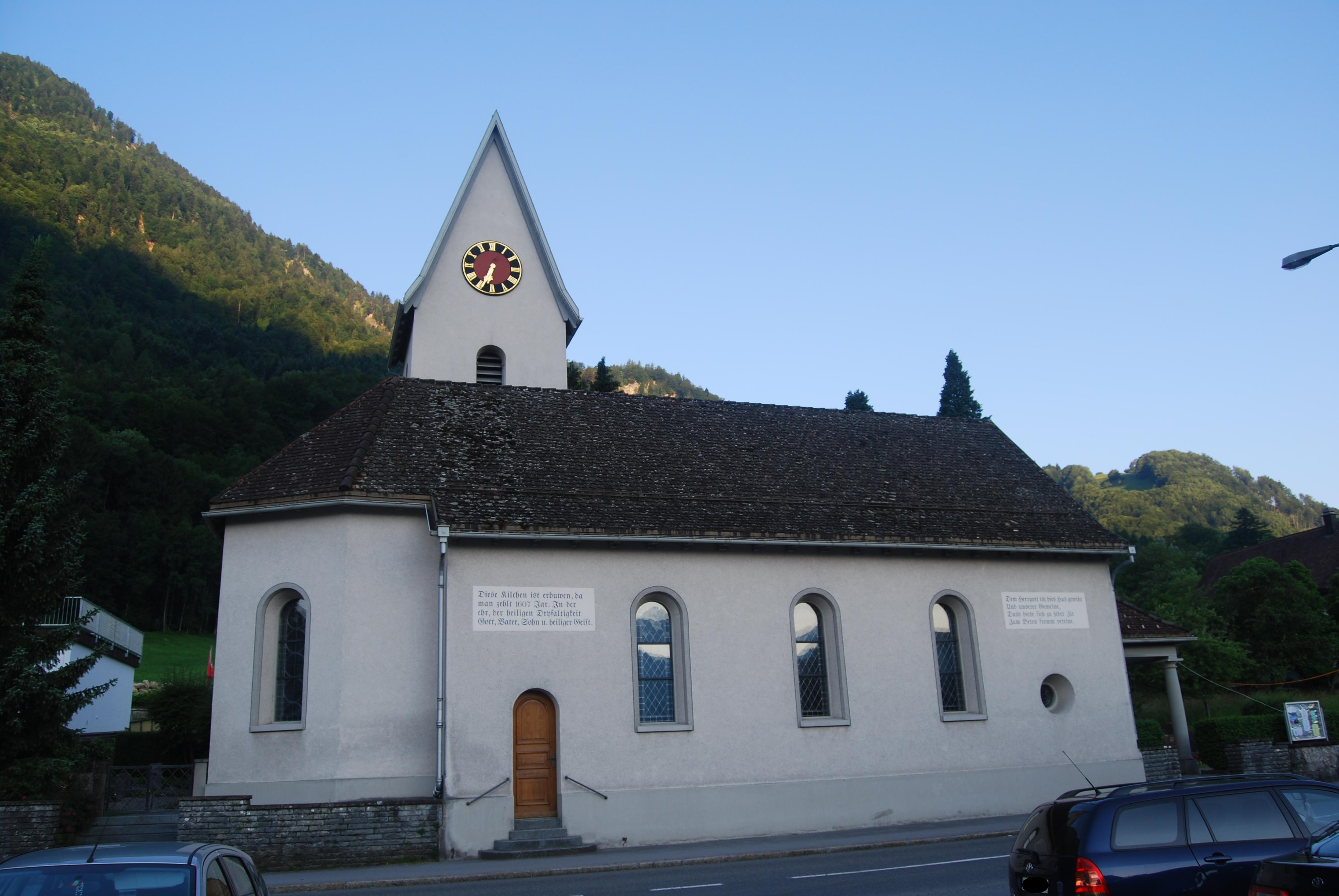
Die reformierte Kirche
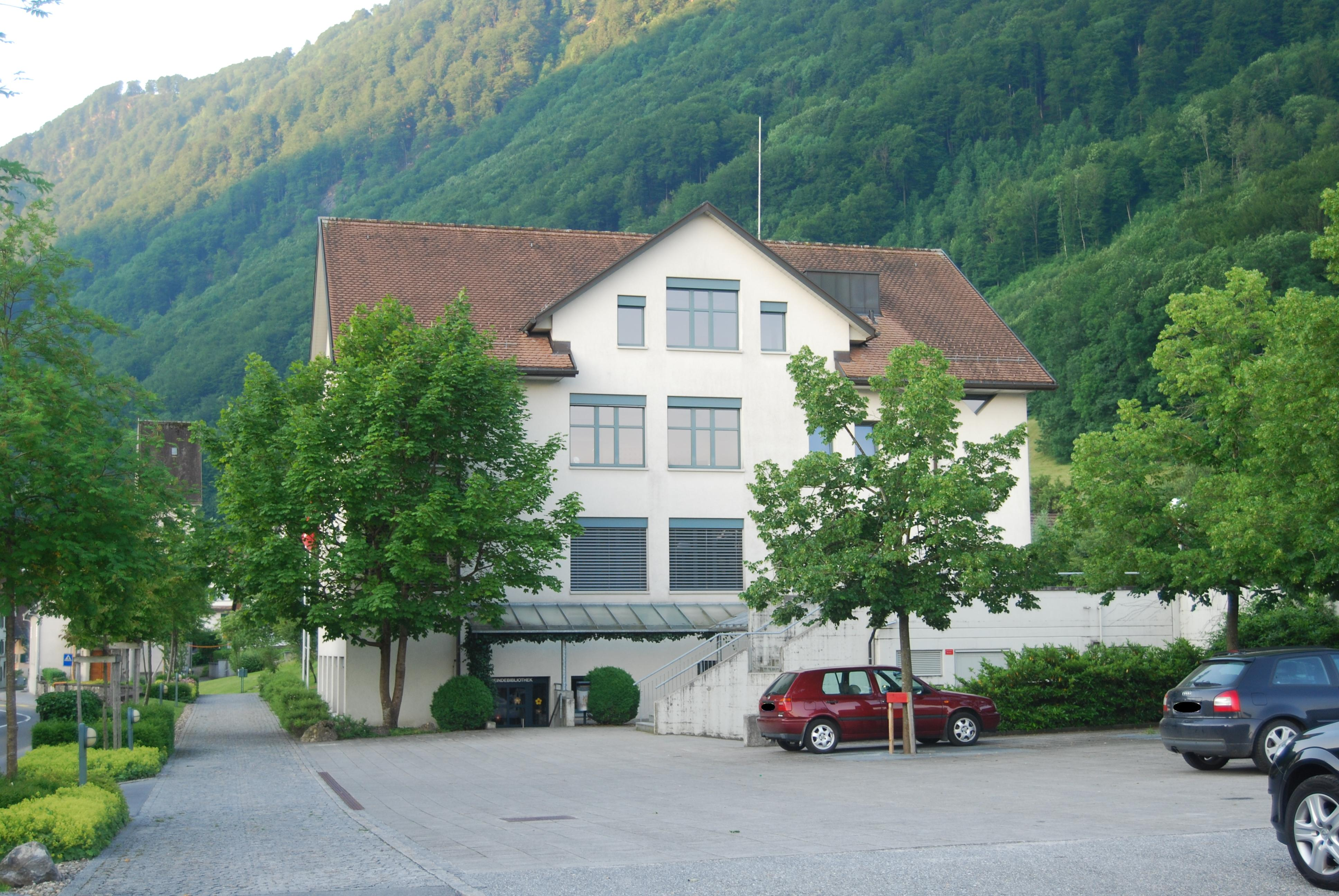
Das ehemalige Gemeindehaus
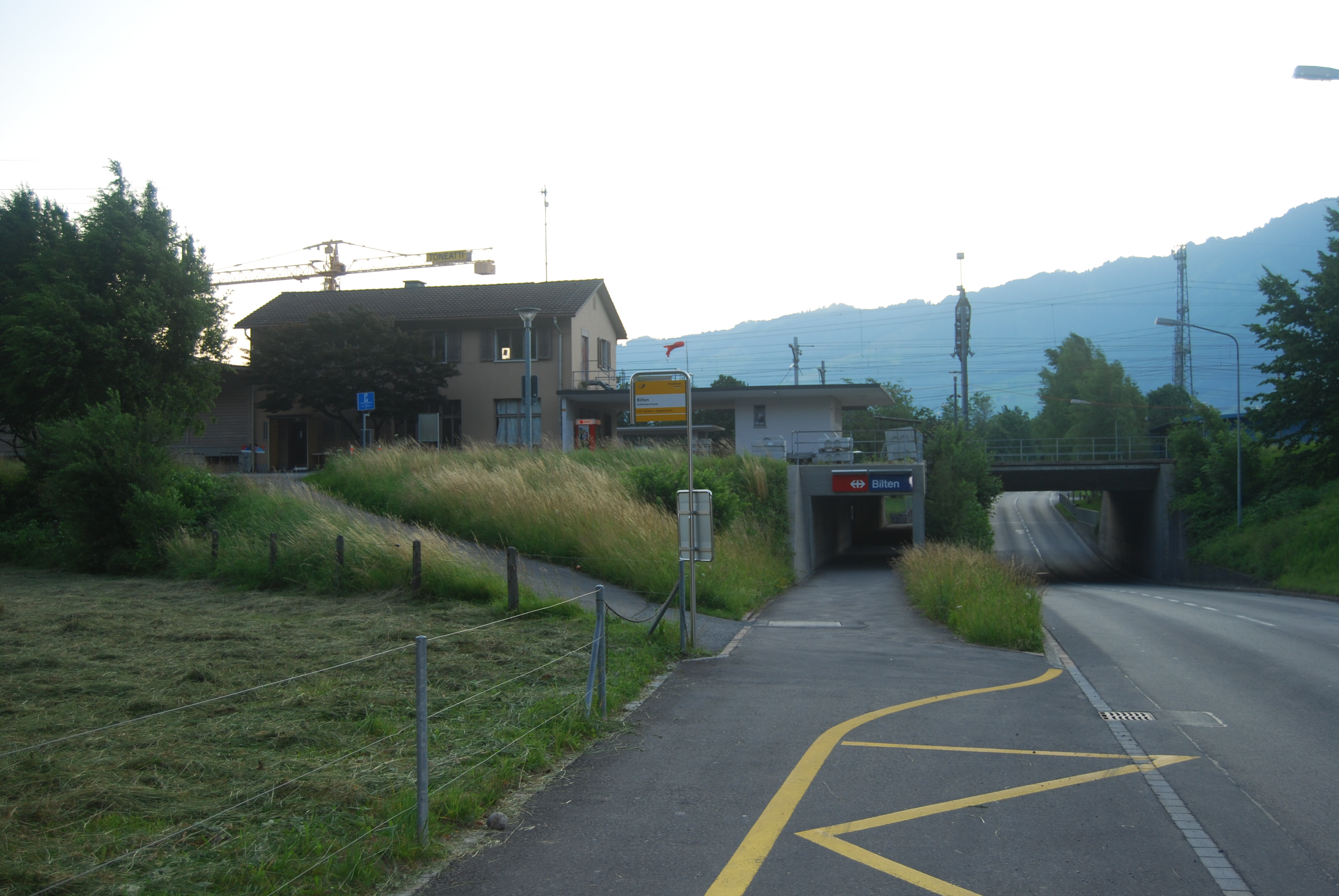
Der Bahnhof mit einer Bushaltestelle im Vordergrund
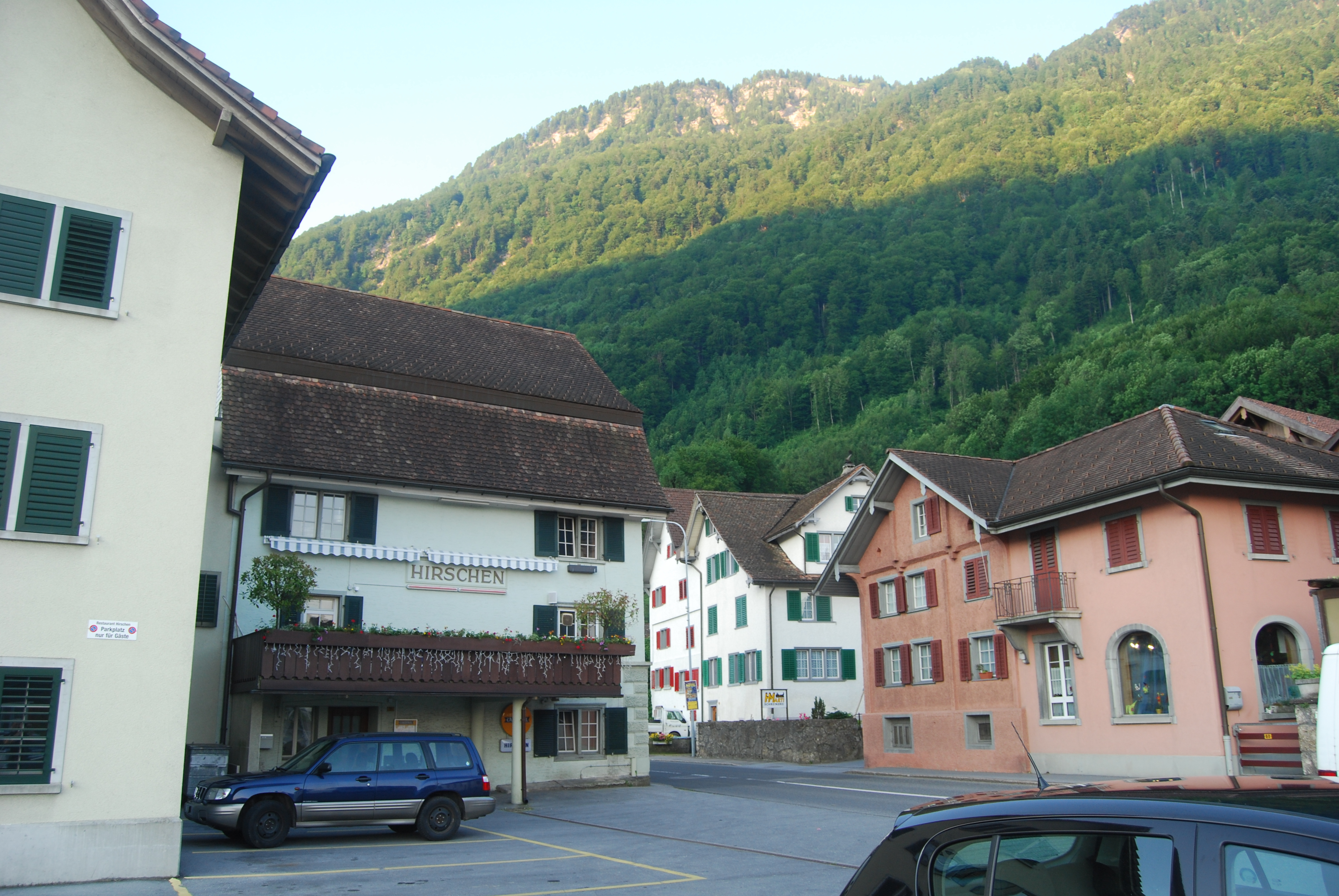
Das Dorfzentrum mit dem Restaurant Hirschen
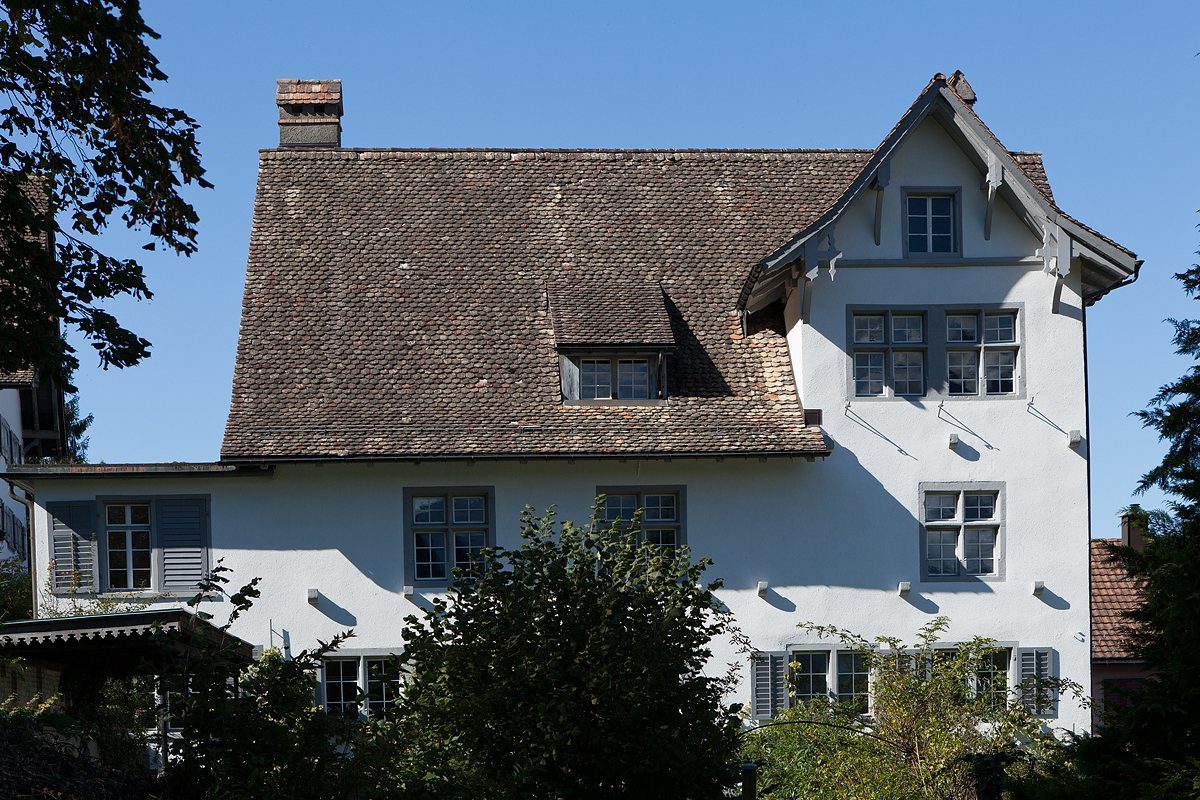
Elsenerhaus

## Persönlichkeiten
- Ulla Engeberg Killias (1945–1995), Kunstmalerin
- Urs Freuler (* 1958), Radrennfahrer
- Robert Huber (1933–2016), schweizerisch-jenischer Politiker
- Eldin Jakupović (* 1984), Torhüter
- Heinrich Lienhard (1822–1903), Auswanderer
- Christoph Stüssi (* 1938), ehemaliger Regierungsrat, inzwischen aus Bilten weggezogen
- Rolf Widmer (* 1971), amtierender Regierungsrat
- Bandit (Rapper) (* 1975)